# Pristiophorus nudipinnis
Pristiophorus nudipinnis é uma espécie de tubarão pertencente a família Pristiophoridae, encontrados ao longo da costa oriental da Austrália em profundidades de entre 37 e 165 metros.Tem um comprimento até 1,2 metros. Sua reprodução é ovovivípara, com o tamanho dos filhotes ao nascer cerca de 25 centímetros.